# هي تشن
كانت هي ين تشن (1884-1920) نسوية أناركية صينية برزت في مطلع القرن العشرين.
ولدت باسم هي بان في مدينة ييتشنغ بمقاطعة جيانغسو، ولكنها حملت اسم هي تشن بعد زواجها من العالم الشهير ليو شيباي عام 1903. وعلى الرغم من ذلك، وقعت كتاباتها المنشورة باسم هي ين تشن لتضع اسم والدتها قبل الزواج ضمن اسمها. هاجمت هي ين تشن في عدد من مقالاتها المنشورة في المجلات الأناركية السلطة الاجتماعية للرجل، بحجة أن المجتمع لا يمكن أن يكون حرًا بدون تحرير المرأة.

## الفلسفة
كان لدى تشن مقاربة مختلفة بخصوص «مسألة المرأة» وقمع النساء الذي أُثير في الصين أواخر القرن التاسع عشر. اعتقدت تشن أن الجنس والطبقة الاجتماعية عاملان لا ينفصلان وقدمت دراسة حول البؤس الذي عانت منه المرأة الصينية لآلاف السنين وذلك من منظور العمل. تميزت تشن عن باقي المفكرين النسويين المعاصرين برؤيتها، إذ اعتبرت الأناركية الحالة الوحيد التي يمكن من خلالها تحرير المرأة بالكامل. وخلافًا للعديد من المفكرين المعاصرين في زمنها مثل ليانغ كيشاو، الذين رأوا في تحرير المرأة وسيلة لإحياء الصين، جعلت تشن من حل مشكلة اضطهاد المرأة هدفها الأسمى. تشكلت الأفكار النسوية لدى تشن من خلال انتقادها للرأسمالية في العديد من النقاط وتحديدًا في عدم إنسانيتها، إذ رأت أن المرأة لن تكون حرة أبدًا إذا استمرت الرأسمالية. قدم هذا النهج النقدي فلسفة منطقية وقوية ضد الحركة النسوية الغربية السائدة في ذلك الوقت، والتي أعطت الأولوية لحق المرأة في التصويت وجعلت منه الهدف النهائي لعملية تحرير المرأة. لم تنتقد تشن القوالب الاجتماعية التي تؤطر المرأة فحسب، بل انتقدت القمع السياسي والثقافي الذي يحد من حرية المرأة.

### نظرية العمل
تناولت تشن مفهوم نظرية العمل من وجهة نظر تاريخية، وبينت أنه على مر التاريخ ظلت المرأة الصينية حبيسة الأماكن المغلقة كالمنزل ومُنعت من الاتصال بالعالم الخارجي، ولم يكن بوسعها إعالة نفسها فاعتمدت على زوجها مما جعلها تخضع لهيمنته وسلطته. واحتجت أيضًا على المفكرين الرجال الذين نددوا بالنسوة لاعتمادهن على أزواجهن وألقوا اللوم على المرأة بسبب إحساسها بالدونية أمام الرجل، وانتقدت نفاقهم، إذ أوضحت أن المرأة لم تكن لتتصور أنها قادرة على أن تبحث عن عمل لتعيل نفسها لأنها كانت ممنوعة أساسًا من مغادرة مسكنها. وعلى الرغم من أن نساء الطبقة الدنيا هن جزء من القوة العاملة، فإنهن كن مجبرات على العمل لدعم دخل أسرهن، وبالتالي فإن هذا العمل لا يعتبر نتاجهن الخاص بل شيئًا غير ذي أهمية في مجتمع يسيطر عليه الرجال.
كان أحد الاقتراحات الشائعة لحل المشكلة المزعومة المتمثلة في افتقار المرأة إلى الإنتاجية هو دعوة المرأة إلى الانضمام للقوى العاملة، بيد أن تشن رأت عيوب هذا الحل الذي أعلنه دعاة النسوية من الرجال في ذلك الوقت، وأشارت إلى أنه في ظل الرأسمالية، ستبقى المرأة مستغلة حتى لو حققت الاستقلال المهني سواء أكان ذلك كعاملة في المصانع أو كسكرتيرة في المكاتب. وستضطر النساء إلى الاستماع إلى رؤسائهن واتباع أوامرهم لأنهن ما زلن يعتمدن عليهم للحصول على الأجور. وضع النظام الرأسمالي النساء في منظومة تستغل عملهن، وبالتالي حتى لو حصلن على أجورهن كاملة، فإن هذه الأجور لا تزال منخفضة لصالح الرأسماليين. فالمرأة لن تنهض أبدًا ولن تكسب نصيبًا منصفًا في مجتمع رأسمالي. وفي نهاية المطاف، فإن الانضمام إلى القوى العاملة لن يحرر المرأة من أغلال عملها، لأنه وبغض النظر عن طبيعته فإن أجساد النساء وأعمالهن ستبقى مستغلة.
رأت تشن أن حل «مسألة المرأة» يكمن في تحرير المرأة العاملة، وخوفًا من تسليع أجساد النساء، شددت تشن على فكرة العمل باعتباره ممارسة حرة ومستقلة بين البشر وذلك على عكس نموذجه المعدل في الاقتصاد الكلاسيكي والاقتصاد السياسي الكلاسيكي الجديد. إذ ينبغي أن يمثل العمل التحرر الاقتصادي والتحرر الفكري بآن واحد لتصبح المرأة حرة في تصرفاتها. لكن في المجتمع الرأسمالي، تعامل المرأة كسلعة إذ يعتبر جسدها وعملها تابعًا للآخرين وتفقد السيطرة عليهما. بالنسبة ل تشن ين، لم يكن العمل مفهومًا اقتصاديًا فحسب بل كان له تأثير أساسي على المجتمع البشري، ورفضت تحويل العمل إلى سلعة وأصرت على اعتبار العمل مفهومًا وجوديًا بدل من مجرد مفهوم اقتصادي. ما دام نظام الاستغلال يحتكر الإنتاج وظلت المرأة معتمدة على المجتمع في تأمين حاجاتها الأساسية، سيبقى ما يسمى «الاستقلال المهني» عبارة عن «عبودية مهنية». استنتجت تشن أنه ومن أجل تحرير المرأة من خضوعها، يجب كسر النظام الرأسمالي وإقامة نظام جماعي.